# Fürstenhaus (Leipzig)

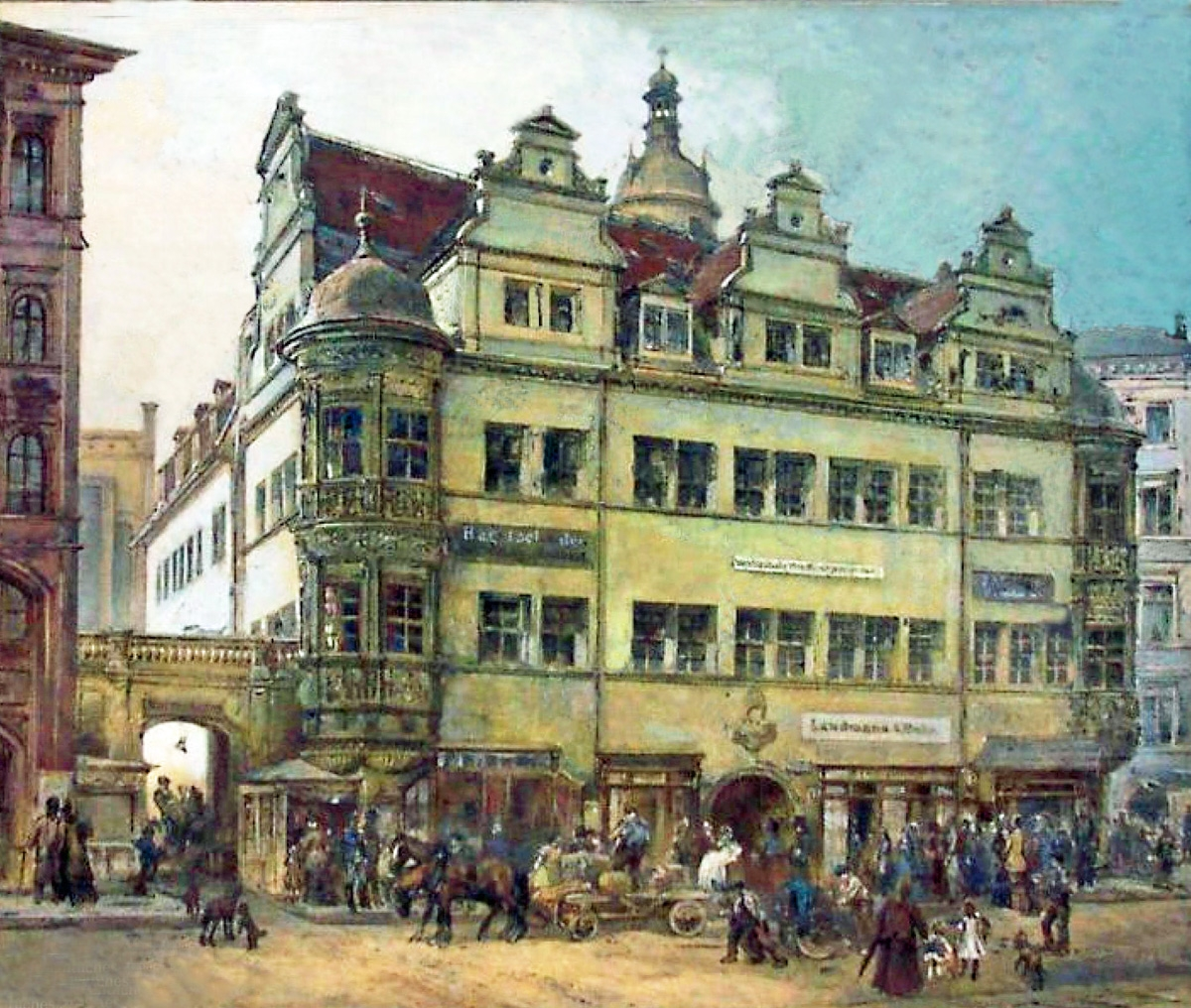
Das Leipziger Fürstenhaus in der Grimmaischen Straße um 1870.
Aquarell von Anton Lewy

Das Fürstenhaus in Leipzig war einer der schönsten Renaissancebauten der Stadt. Ab 1648 gehörte es der Universität Leipzig. Es wurde im Zweiten Weltkrieg durch Bomben zerstört.

## Lage und Gestalt
Das Fürstenhaus war das östliche Eckhaus der Grimmaischen Straße zur Universitätsstraße (bis 1838 Alter Neumarkt), seine Adresse lautete Grimmaische Straße 30. Es stand auf dem nordwestlichen Ende des Geländes des ehemaligen Klosters St. Pauli, das nach der Reformation der Universität übereignet worden war.
Das Fürstenhaus war ein dreigeschossiges Gebäude mit Satteldach und drei Zwerchgiebeln zur Grimmaischen Straße. Zur Grimmaischen Straße waren elf Fensterachsen gerichtet, zur Universitätsstraße mit dem sich anschließenden Gebäudeteil dreizehn. Die oberen Etagen trugen als Schmuck an den Ecken zur Grimmaischen Straße zwei künstlerisch gestaltete Runderker aus Rochlitzer Porphyr. Durch zwei weitere Gebäudeteile wurde ein Innenhof mit Arkaden umschlossen. In der nordwestlichen Ecke des Hofes stand ein Treppenturm, der das Gebäudeensemble überragte.

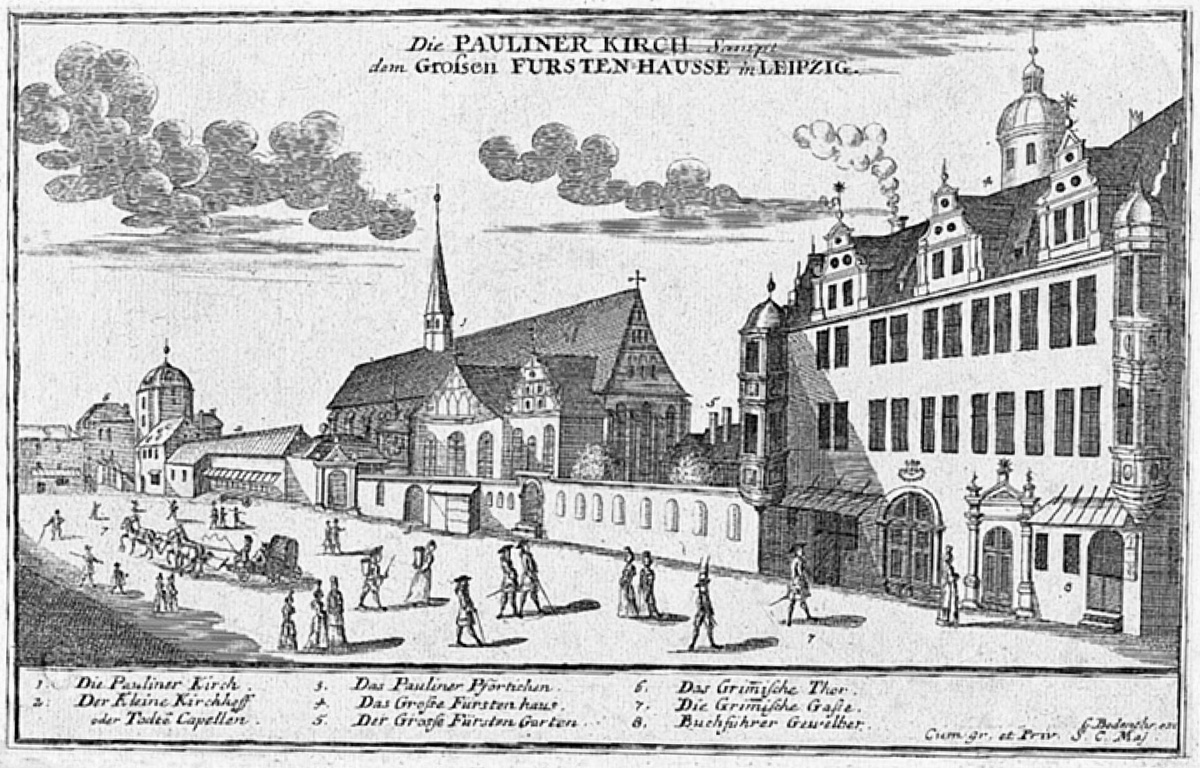
Fürstenhaus (rechts) und Universitätskirche um 1700
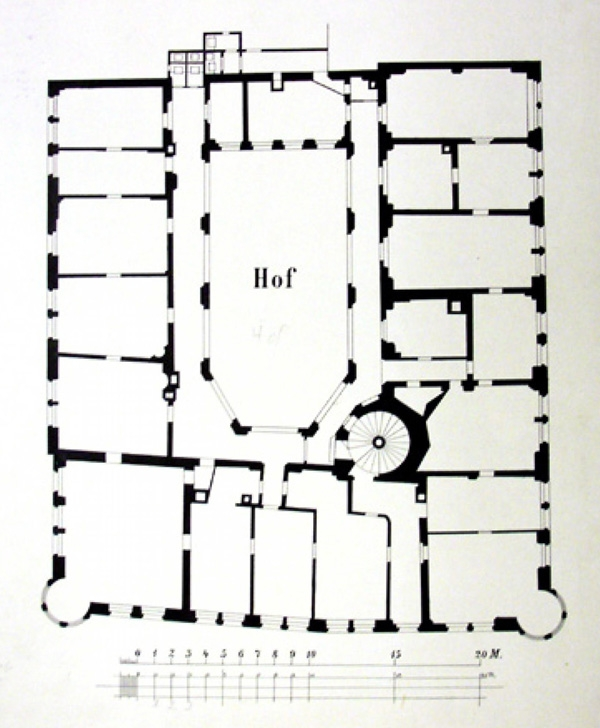
Grundriss des Fürstenhauses (Obergeschoss)
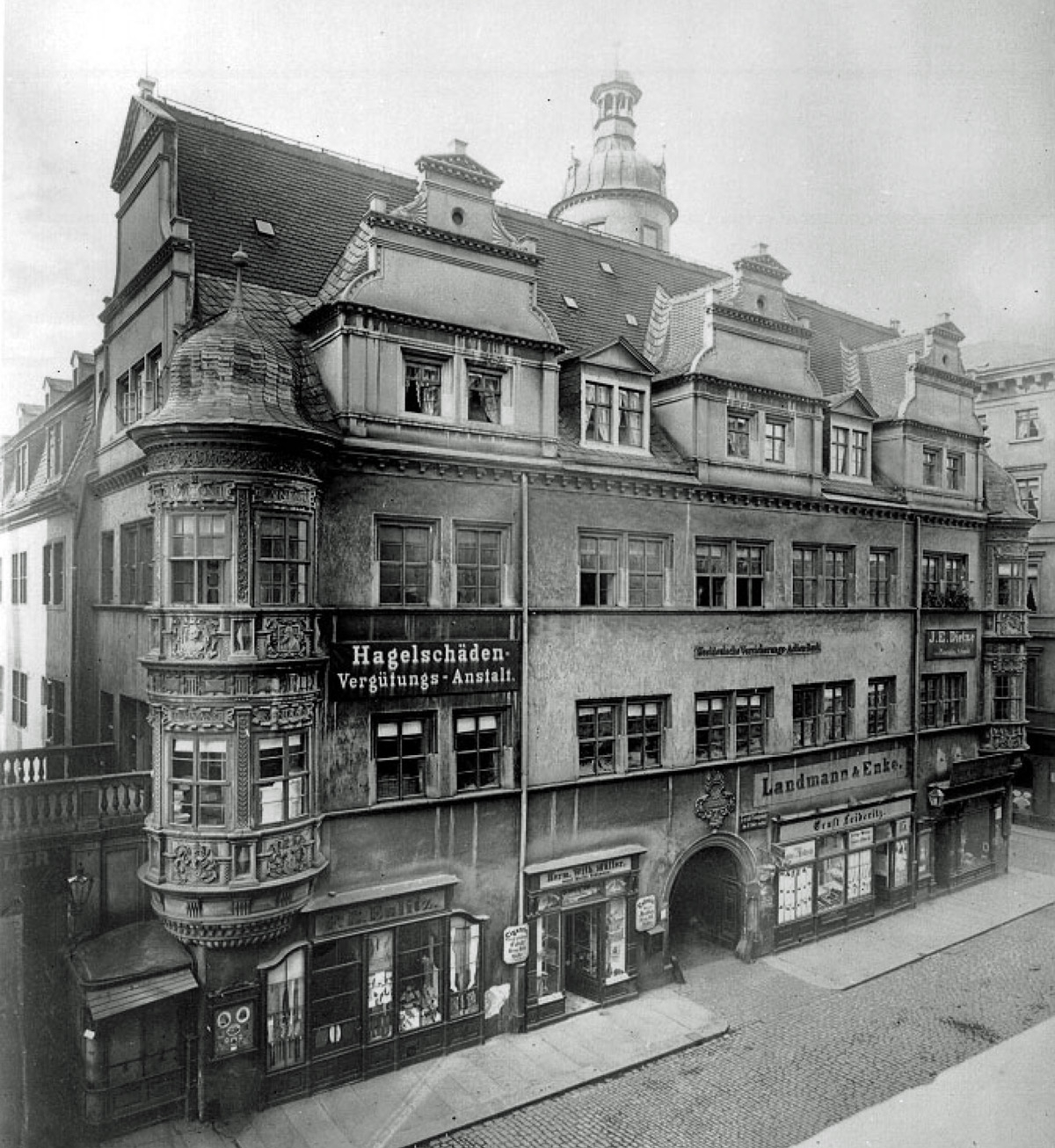
Das Fürstenhaus um 1895
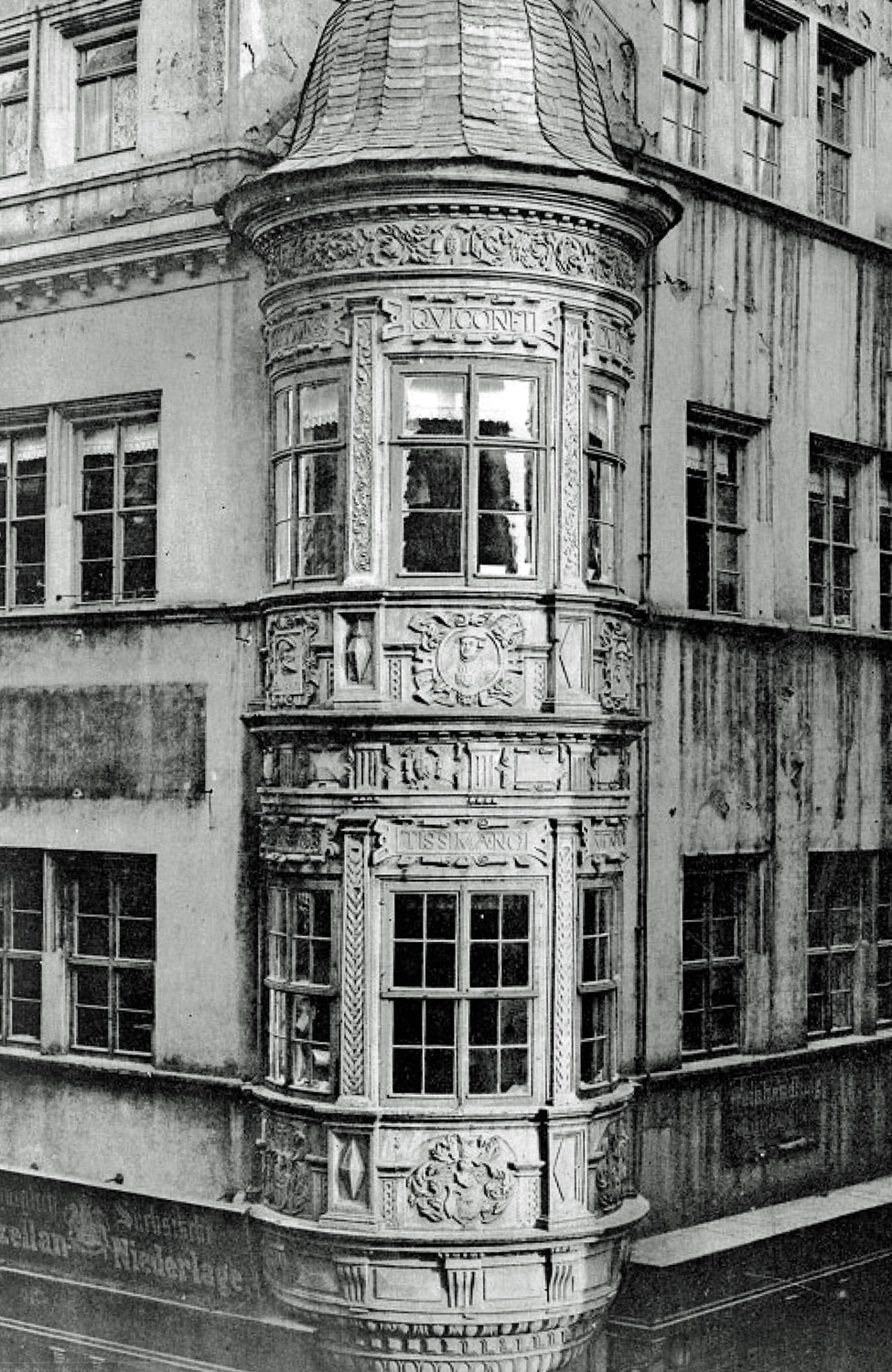
Der östliche Runderker um 1900
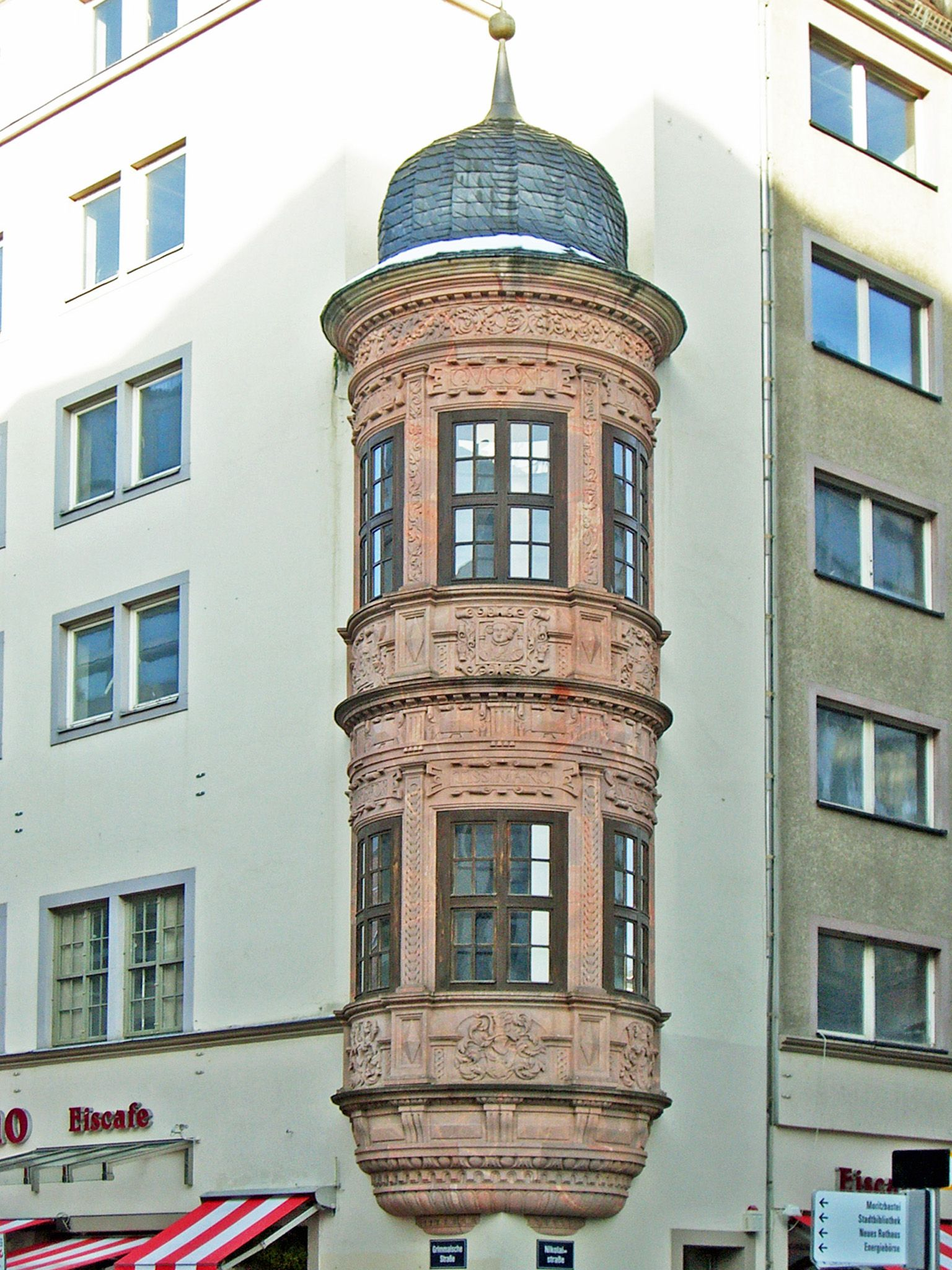
Kopie des östlichen Runderkers an einem Leipziger Neubau in der Grimmaischen Straße 17

## Geschichte
1558 ließ sich der Ratsherr Georg Roth († 1594) den Renaissancebau auf den Grundmauern eines Klosters und früherer Bürgerhäuser errichten. Roth war mit Regina geb. Buchner (1542–1563), einer Tochter des Großkaufmanns Wolf Buchner (1497–1566) verheiratet. Baumeister war Paul Widemann, der auch die Steinmetzarbeiten an den Runderkern ausführte. 1599 war Anna Buchner geb. Badehorn (1548–1615), Tochter des Bürgermeisters Leonhard Badehorn und Witwe des Bürgermeisters Peter Buchner (eines Neffen Wolf Buchners), die Besitzerin des Anwesens und ab 1615 ihr Vetter Martin Buchner (* 1549). 1639 wurde es durch den Rittergutsbesitzer Wolfgang Meurer erworben.
1612 wohnten während ihres Studiums vier Altenburgische Prinzen in dem Haus, was vermutlich zu seinem noch heute geläufigen Namen führte. 1618 und 1619 wird es im Leipziger Ratsbuch als „Buchnerisches Fürstenhaus“ bezeichnet. Auch später logierten hier hohe Gäste, so soll 1713 Zar Peter der Große hier geweilt haben.
1648 kam das Fürstenhaus in den Besitz der Universität, in dem es bis 1918 verblieb. 1653 richtete die Universität in dem zum Fürstenhaus gehörenden Garten einen Botanischen Garten ein, nachdem der frühere Medizinalpflanzengarten (hortus medicus) an der Nordseite der Universitätskirche im Dreißigjährigen Krieg verwüstet worden war. Der Garten war öffentlich zugänglich und existierte über 150 Jahre an dieser Stelle, bis er 1806 auf ein Gelände nahe dem späteren Reichsgerichtsgebäude verlegt wurde.

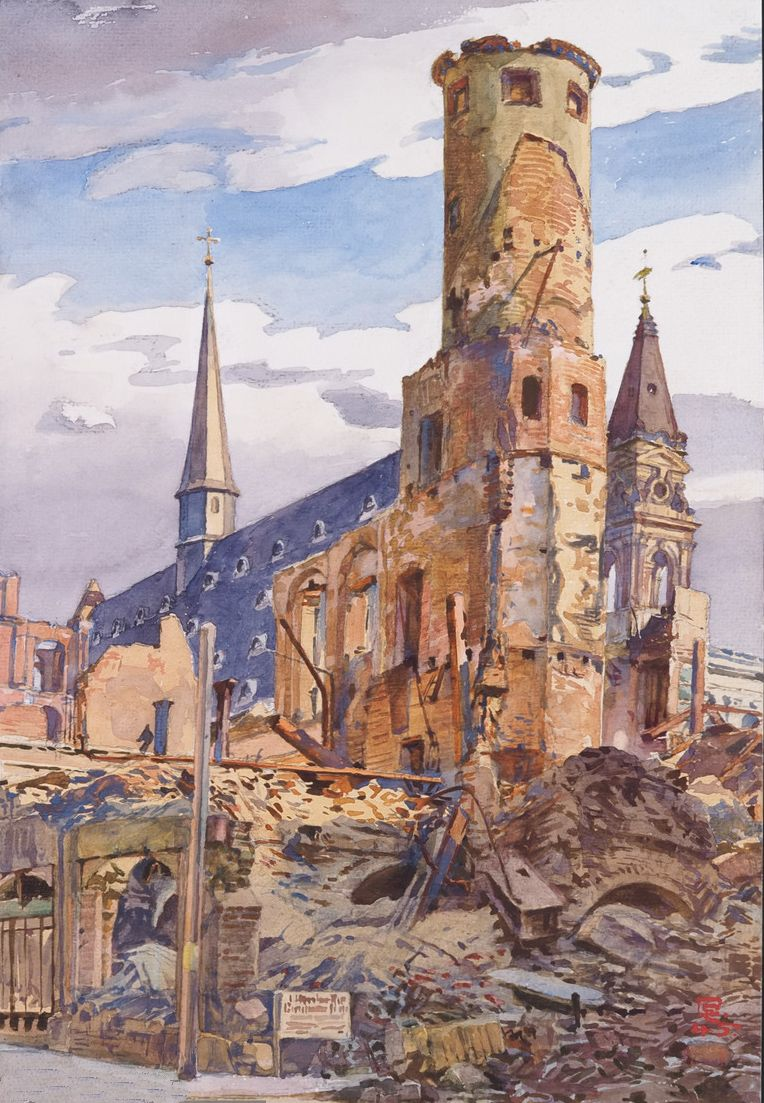
Das zerstörte Fürstenhaus (1945)

1850 wurde an das Fürstenhaus anschließend in der Universitätsstraße Nr. 1 von der Universität das Hardtsche Haus errichtet, das allgemein als zum Fürstenhaus gehörig betrachtet wurde. Sein Architekt war Albert Geutebrück. Es wurde bis 1943 von der Theologischen Fakultät genutzt. Der zur Grimmaischen Straße gewandte Teil des Fürstenhauses war im Wesentlichen Geschäftshaus. Vor 1860 war im Erdgeschoss die Niederlage der Meißner Porzellanmanufaktur. Auch die zu ihrer Zeit größte Sortimentsbuchhandlung Europas von Johann Gottlieb Gleditsch hatte im Fürstenhaus ihren Sitz.
Beim Bombenangriff vom 4. Dezember 1943 wurde das Fürstenhaus zerstört. Einige Zeit ragte noch der Stumpf des Treppenturms aus dem Trümmerfeld. Die Glocke aus dem Turm des Fürstenhauses hatte Arwed Roßbach beim Umbau der Universitätskirche in deren neuen Turm überführt. Vor der Kirchensprengung 1968 konnte sie geborgen werden. Sie war ab 1978 im Innenhof der Karl-Marx-Universität aufgehängt und befindet sich jetzt in der Spitze der Turmimitation des neuen Paulinums, die den Fahrstuhl enthält. Auch große Teile der Runderker wurden gerettet. 1986 wurde an einem Neubau in der Grimmaischen Straße 17 – diagonal gegenüber dem ehemaligen Platz des Fürstenhauses – eine Kopie des östlichen Erkers des Fürstenhauses als „Fürstenerker“ angebracht. In den Brüstungsfeldern des Erkers sind im ersten Obergeschoss drei Wappendarstellungen und im zweiten Obergeschoss Kartuschen mit Bildnissen der Besitzerfamilie dargestellt. Über den Fenstern ist die lateinische Inschrift „Turris fortissima nomen domini beati omnes qui confidunt in eo“ zu lesen, übersetzt „Der festeste Turm ist der Name des Herrn, glücklich alle, die sich zu ihm bekennen.“
Während beim Bau des Seminargebäudes von 1978 längs der Universitätsstraße der Platz des Fürstenhauses weitgehend freigelassen wurde, überdeckt das Westende des neuen Institutsgebäudes längs der Grimmaischen Straße ihn nun wieder.